# 11:11

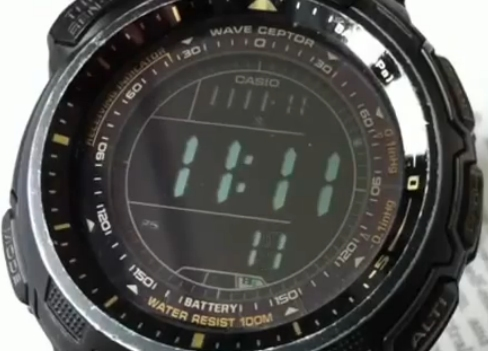
손목시계에 적힌 11:11

수비학에서 11:11은 우연의 일치 등을 의미한다.

## 같이 보기
- 아포페니아